# کارلوس کاستیلیو
کارلوس کاستیلیو (پرتغالی: Carlos Castilho; ۲۷ نوامبر ۱۹۲۷ – ۲ فوریهٔ ۱۹۸۷) بازیکن و مربی فوتبال اهل برزیل بود.
از باشگاه‌هایی که در آن بازی کرده‌است می‌توان به باشگاه فوتبال فلومیننزه اشاره کرد.
وی همچنین در تیم ملی فوتبال برزیل بازی کرده‌است.